# Ranunculus densiciliatus
Ranunculus densiciliatus är en ranunkelväxtart som beskrevs av Wen Tsai Wang. Ranunculus densiciliatus ingår i släktet ranunkler, och familjen ranunkelväxter. Inga underarter finns listade i Catalogue of Life.